# Affaire de Plévin
L’affaire de Plévin est le nom donné à un vol d'explosifs survenu à Plévin, dans le sud des Côtes-d'Armor, et à ses suites judiciaires. Un procès a eu lieu devant la cour d'assises spécialement composée (compétente en matière de terrorisme) de Paris en juin 2005.
L'affaire est liée aux attentats de Bretagne 1993-2000, notamment l'explosion du McDonald's de Quévert ayant causé la mort d'une employée, les dégradations commises à celui de Pornic, et un attentat manqué contre un bureau de poste à Rennes. Ces faits ont été jugés en mars 2004 par la cour d'assises spécialement composée de Paris.
Deux procès ont eu lieu devant un tribunal spécial à Paris, en mars 2004 pour le dossier Attentats Bretagne 1993-2000 et en juin 2005 pour le dossier Vol d'explosifs de Plévin. Un appel partiel du parquet a été jugé irrecevable dans le dossier Attentats Bretagne 1993-2000 par la cour d'assises d'appel spécialement composée de Paris ; la cour de cassation a confirmé en juin 2009 l'irrecevabilité de cet appel. Dans le dossier de l'affaire de Plévin, un appel à l'initiative d'un condamné est toujours en attente de jugement. Il sera, lui aussi, examiné par une cour d'assises d'appel spécialement composée.

## Affaire de Plévin

### Vol d'explosifs
Le mardi 28 septembre 1999, à six heures du matin, un commando de sept à dix personnes armées et masquées, dont une femme, s'introduit dans un dépôt d'explosifs de carrières de la société Titanobel (à l'époque Titanite) à Plévin. Les terroristes ligotent, bâillonnent et enferment les chauffeurs qui viennent prendre leur service. Le système d'alarme n'a pas fonctionné.
Le commando vole plus de huit tonnes d'explosifs, 5 000 détonateurs et des kilomètres de cordeau détonant, et quittent les lieux à 8 heures. Le personnel donne l'alerte. Un hélicoptère de la gendarmerie survole la région, en vain. La section antiterroriste du parquet de Paris (dirigée par Irène Stoller) est immédiatement saisie. Très vite, l'hypothèse basque est présentée comme la plus vraisemblable, parce que les membres du commando s'exprimaient avec un accent étranger, et que l'un d'eux aurait lancé à l'un de ses complices «  Venga ! » (ce qui peut se traduire notamment par « Allez ! », en espagnol).
D'après les déclarations du gérant de l'entreprise, auraient été volés :
- 7 725 kg de dynamite (Titadyn 30A)[3]
- 400 kg de nitrate,
- 11 100 mètres de cordeau détonant,
- 4 612 détonateurs électriques,
- 1 142 détonateurs pyrotechniques[4]..

Selon les sources médiatiques, les quantités varient entre 8,3 et 9 tonnes. 
La dynamite est d'origine autrichienne, sa fabrication est antérieure à la ratification (juillet 1999) par l'Autriche des accords pour le marquage chimique des explosifs ; en France, les services de police et de justice ont longtemps affirmé que ce sont des explosifs volés à Plévin qui ont servi à Quévert et dans des attentats mortels en Espagne (déclarations d’Irène Stoller-Le Calvé, procureur au parquet antiterroriste de Paris, à Quévert, le 19 avril 2000, reprises par les médias, dans leurs éditions datées du 20 avril 2000).
Au procès du vol en juin 2005 à Paris, interrogé par le Président à la demande de Denis Riou, un policier français déclare que les traces des bombes ayant explosé ne permettent pas de dire s'il s'agit bien d'explosifs volés à Plévin le 28 septembre 1999, confirmé par un expert témoignant sous serment.

### Arrestation de militants d'ETA
Le mercredi 29 septembre 1999, à Idron, une fourgonnette suspecte est repérée par les policiers à proximité d'un pavillon résidentiel, sur un renseignement provenant de la gendarmerie locale. Un couple est intercepté alors qu'il part en pleine nuit de la maison en voiture, puis un autre homme, à moto. Deux autres personnes parviennent à quitter la maison sans être repérées. Leur véhicule, une Kangoo, étant tombé en panne, elles l'abandonnent et volent une voiture pour s'enfuir. Les trois personnes arrêtées sont identifiées : il s'agit de Jon Bienzobas, 29 ans, et Francisco Segurola Mayoz, 44 ans, membres de commandos actifs d'ETA, recherchés par les polices française et espagnole. La jeune femme arrêtée en leur compagnie est une militante culturelle bien connue au Pays basque, Mariluz « Argi » Perurena, 28 ans. C'est elle qui aurait loué la maison d'Idron.
Le lendemain, jeudi 30 septembre : Denis Riou, 45 ans, directeur de publication du mensuel Combat Breton est interpellé à Lanester : il aurait hébergé le commando de Plévin et assuré sa logistique. Peu après, Richard Le Faucheux, locataire en titre de l'appartement où le commando aurait été hébergé, est interpellé à Lorient ; il est acquitté en juin 2005. Charlie Grall, 46 ans, responsable de  Breizh-Info, est arrêté alors qu'il prend un verre dans un café de Carhaix avec des amis. À Biarritz, un couple est arrêté : la femme, Sylvie de Artola, serait propriétaire d'une voiture utilisée par le commando pour se rendre en Bretagne,.

### Découverte des explosifs
Très tôt le 30 septembre 1999, dans la maison d'Idron, la police (DNAT) trouve 2,5 tonnes d'explosifs volées l'avant-veille en Bretagne, ainsi que la quasi-totalité des cordons détonants et 4 600 détonateurs.
Le même jour, à Séglien, de la dynamite, du nitrate, des détonateurs et des rouleaux de cordeau détonant sont retrouvés dans une fourgonnette, en quantité variable selon les sources : 0,7 à 7 tonnes.
Ces explosifs ne sont pas mentionnés dans le rapport d'expertise.
Le jeudi 14 octobre 1999, vers 9 h 30, les gendarmes français retrouvent un camion de la société Titanite dans le quartier de Bordeaux-Bastide.
En décembre 1999, l'arrestation d'Arno Vannier permet de retrouver une petite quantité d'explosifs. Il en est de même à la suite de l'arrestation de Paskal Laizé en mai 2000.
Entre le 21 décembre 1999 et le 25 mars 2002, la Guardia Civil, la Policia Nacional et d'autres services espagnols de police récupèrent 657,5 kilogrammes d'explosifs dérobés à Plévin.
Fin novembre 2000, l'ARB restitue 98,2 kilos d'explosifs et 440 détonateurs, ainsi qu'un système de mise à feu Birambeau, semblable à ceux utilisés par le groupe démantelé dans la région de Fougères, radicalement différent de celui qui a provoqué l'explosion mortelle de Quévert. 
C'est la police qui les retrouve en forêt à Perret (Côtes-d'Armor) à la suite d'une communication téléphonique anonyme, selon la version officielle. C'est le juge Thiel en personne qui les reçoit en rencontrant sur place deux militants qui lui remettent tous ces matériels, selon les journalistes Alain Cabon et Erwan Chartier. Cette restitution déclenche une polémique entre militants.

### Arrestations de militants nationalistes bretons
Le vendredi 1er octobre 1999, Alain Solé, 47 ans, militant d'Emgann, est interpellé à son domicile à Fougères. Il est suspecté d'avoir hébergé le commando de Plévin. Contrairement à ce qu'a pu dire la presse au moment de son arrestation, Alain Solé n'a pas été poursuivi pour avoir hébergé des Basques, mais pour avoir loué un camion dont l'enquête établit qu'il n'a pas servi au vol ou à l'évacuation des explosifs volés.
Le jeudi 14 octobre, les gendarmes français retrouvent à Bordeaux-Bastide un camion de la société Titanite qui aurait servi à transporter une partie des explosifs dérobés à Plévin.
Le 23 septembre 1999, Charlie Grall et Denis Riou sont photographiés par les Renseignements généraux en compagnie de militants basques recherchés par la police, notamment Axier Oiarzabal Txapartegi.
Les Renseignements généraux et leurs collègues de la DNAT disent avoir identifié les Basques le lendemain du rendez-vous du Shamrock, soit le 24 septembre. Le responsable des Renseignements généraux dit avoir prévenu lui-même le chef de la DNAT Roger Marion ce jour-là. Leur identification permet de dire que certains d’entre eux sont recherchés par la justice espagnole (mandat d’arrêt international) et par son homologue française (la juge Laurence Le Vert avait lancé un mandat d’arrêt contre le Basque Axier Oiarzabal Txapartegi au mois de mai 1999).
Ces hommes recherchés sont donc identifiés le 24 septembre. À la question posée par le président, au procès du mois de juin 2004, à un responsable des Renseignements généraux sur l’attitude des policiers après l’identification des Basques, la réponse a été : "On les a perdus de vue, ils avaient disparu".
Les policiers souhaitaient peut-être arrêter ces personnes en flagrant délit. Le service des RG les repère à Lorient dans le Morbihan, il les identifie, mais les perd de vue deux jours avant le vol d’explosifs de Plévin. Ils sont retrouvés le lendemain  à Idron dans les Pyrénées-Atlantiques, et cela grâce à un renseignement venant d’une "source crédible" que la police tient à garder anonyme.

### Une source "sûre et confidentielle"
En 1999, le commissaire Roger Marion était chef de la DNAT. C’est lui qui est responsable des opérations de police après le braquage du dépôt d’explosifs. Appelé à la barre comme témoin lors du procès, alors qu'il avait d'abord refusé de venir, il n’y reste que peu de temps, affirmant ne pas pouvoir répondre aux questions qui lui étaient posées, sa seule certitude étant la crédibilité de la « source sûre et confidentielle », d’où la surveillance de la maison d’Idron où les accusés basques du vol de Plévin ont été repérés. Il ne précise pas depuis quand cette maison était surveillée. Sa version de la source « sûre et confidentielle » ne correspond pas à celle donnée par son collègue des Renseignements généraux. Le commando basque a pu être repéré quand il préparait sa planque à Idron. La police a pu le suivre jusqu’en Bretagne. Elle a ensuite interpelé tout le monde dans une procédure de flagrant délit en y incluant les Bretons rencontrés à partir du 23 septembre, date du rendez-vous à Lorient. Ainsi, les services spécialisés de l’anti-terrorisme neutralisent un commando repéré d’ETA et du même coup mouillent la partie la plus radicale du mouvement breton, les attentats de Belfort et Cintegabelle n’ayant toujours pas été élucidés.
Une organisation structurée comme est présentée ETA prépare consciencieusement sa planque à partir du moment même où elle décide de faire une action de l’ampleur du vol d’explosifs de Plévin.
Les interventions de la police à Idron et Lorient pour interpeler le commando et les hébergeant et à Biarritz pour interpeler la conductrice du véhicule qui avait conduit le commando en Bretagne sont rapides et simultanées.

### La surveillance policière
Selon le dossier d’instruction, les militants bretons étaient surveillés depuis le mois de juillet 1999. 
D’après les surveillances effectuées sur les militants bretons antérieurement au vol d’explosifs, Denis Riou, Christian Georgeault et un troisième homme non identifié se sont rencontrés dans un café de Carhaix, et cela à deux reprises, le 19 et le 21 septembre. Une des dates données par la police est un dimanche, or ce bar est fermé tous les dimanches depuis fort longtemps. Aucun procès-verbal, pas de notes écrites sur la tenue de ces rendez-vous. Ces policiers étaient venus spécialement de Paris. Ils sont surveillés, chacun de son côté : les deux militants filés se retrouvent à Carhaix les 19 et 21 septembre 1999. Aucune photo de ces rencontres ne figure au dossier. L’accusation se sert des affirmations  des policiers pour étayer "son association de malfaiteurs dans le cadre d’une entreprise terroriste". Les informations des fonctionnaires de la direction générale des Renseignements généraux à leurs collègues de la DNAT sont seulement oraux,.
Dans le dossier de Plévin figurent une demi-douzaine de photos, prises le 23 septembre 1999 à Lorient au même moment, vers 18 heures, au même endroit, le pub "Shamrock". Denis Riou aurait rencontré " Argi " Perurena dans un restaurant situé près de Carhaix, au  Moustoir. Denez Riou affirme y avoir déjà été, mais seul ; vu sa profession, il se déplace souvent dans toute la Bretagne. Les enquêteurs sont passés dans ce restaurant après le vol d’explosifs de Plévin et ont recueilli les témoignages de la propriétaire et d’un employé de cet établissement. Ces témoignages accablent Denez Riou, mais ne sont pas confirmés par les témoins à l’audience.

## Attentats en Bretagne
Entre 1993 et 2000, une quarantaine d'attentats sont commis en Bretagne. Il est vraisemblable qu'au moins un autre groupe de l'Armée révolutionnaire bretonne (ARB) soit responsable de certaines de ces actions. Les poursuites se concentrent donc sur le groupe démantelé dans la région de Fougères.
Le 14 avril 2000, un attentat manqué aurait eu lieu contre le McDonald's de Pornic (Loire-Atlantique). Cette affaire reste très controversée.
Le 19 avril 2000, Laurence Turbec, une employée du McDonald's de Quévert est tuée par une bombe. Quelques heures plus tard, la procureure Irène Stoller dirige l'enquête et les médias vers l'ARB, affirmant que les explosifs utilisés proviennent du stock volé à Plévin. C'est la première fois qu'un attentat attribué aux terroristes bretons tue une personne non directement concernée, les deux précédentes victimes étant des poseurs de bombes. Les médias tiennent pour acquise la culpabilité des personnes arrêtées à partir du 2 mai 2000. Le SRPJ de Rennes lance un appel aux témoins éventuels qui peuvent téléphoner à une "ligne rouge" ouverte pour la circonstance. Denis Riou lance du fond de sa cellule un appel solennel à l'autodissolution de l'ARB, sans l'impliquer dans l'attentat.
Le 29 janvier 2002, le juge Gilbert Thiel, premier juge d'instruction, alors chargé de deux dossiers relatifs aux militants bretons emprisonnés, joint les affaires des McDonald's de Pornic et de Quévert, l'attentat manqué contre la poste du mail Mitterrand à Rennes (avril 2000), et différents attentats matériels (réussis ou manqués) commis en Bretagne entre 1993 et 2000.
L'accusation repose sur les bases suivantes :
- une fraction extrémiste gauchiste a pris le pouvoir dans Emgann et l’ARB depuis 1998, en éjectant un militant « historique », Yann Puillandre, beaucoup plus modéré ;
- Combat Breton avait publié des articles hostiles à McDonald's en décembre 1997, novembre 1998 et septembre 1999 ;
- les explosifs volés à Plévin sont parfaitement traçables, y compris quand ils ont explosé : ce sont ces explosifs qui ont servi à Pornic, à Rennes et à Quévert ;
- le mitraillage des gendarmeries de Nantes et de Guémené-Penfao, revendiqués par l’ARB, et celui du McDonald's de Quévert, non revendiqué, rendent l’ARB suspecte de l'attentat à la bombe de Quévert ;
- l'explosion au McDonald's de Pornic dans la nuit du 13 au 14 avril 2000 ;
- l'ADN d'un militant habitant à Rennes a été retrouvé sur l'engin découvert devant un bureau de poste de cette ville.

Le dimanche 30 avril, dans le Vrai Journal (sur Canal+), Karl Zéro affirme être en possession d'un communiqué de l’ARB qui revendique un attentat contre une perception à Argentré-du-Plessis et une tentative contre le McDonald's de Pornic ; elle dément toute responsabilité à Quévert.
Les membres du conseil d'administration du Conseil culturel de Bretagne lancent l'appel La Bretagne, c'est la vie - Breizh diouzh tu ar vuhez, à la suite de l'attentat de Quévert, appelant à l'abandon de la violence et à une marche symbolique.
En juin 2000, l'interpellation de deux personnes à Tréméven entraîne la création du "Collectif de Femmes contre les méthodes d'interpellations brutales et disproportionnées de la part des forces de l'ordre, et pour le respect des droits des enfants et des femmes".

### Rennes et Quévert: l'érosion progressive de l'accusation
Progressivement, cette trame est réduite.
Début juillet 2000, alors qu'elle est mise en examen pour les faits survenus à Pornic, Rennes et Quévert, la journaliste Solenn Georgeault est mise en liberté provisoire.
Les coups de feu contre :
- la brigade de gendarmerie de Guémené-Penfao, le 1er septembre 1999,
- le Centre régional d'information et de recrutement de la gendarmerie nationale de Nantes, dans la nuit du 15 au 16 février 2000,
- le McDonald's de Quévert, dans la nuit du 8 au 9 mars 2000

sont écartées du dossier porté devant la cour d'assises.
Ce ne sont pas les « gauchistes » qui ont publié dans Combat Breton daté du 15 décembre 1997 un article hostile à McDonald's intitulé « Faut-il brûler les Mac Donald's ? », mais un militant d'Emgann « opposé à la dérive gauchiste » qui signe Y.P., c'est-à-dire Yann Puillandre.
Par ailleurs, le texte publié en novembre 1998 (cote D 176) est la reproduction d'un tract qui circule largement et qui n'émane pas d'Emgann. Enfin, le texte publié en septembre 1999 (cote D 174) est l'œuvre d'un « Collectif anti Mac Do ».
Jérôme Bouthier et Solenn Georgeault obtiennent un non-lieu pour Pornic, Quévert et la poste du mail Mitterrand à Rennes, tandis que le juge Thiel requalifie les accusations contre Christian Georgeault, Paskal Laizé, Stéphane Philippe et Gael Roblin en « complicité d'assassinat », sans qu'il y ait un « auteur matériel » visé.
L'empreinte génétique de Jérôme Bouthier se révèle finalement avoir été faite sur un ADN mitochondrial, c'est-à-dire qu'il peut appartenir à des centaines de personnes dans la seule région de Rennes.
Les rapports d'expertise sur les explosifs ne sont remis que dans une fourchette entre un mois et trois mois et demi après la réception de la demande des enquêteurs. Il est donc prématuré d'être précis le jour même de l'explosion sur l'origine des explosifs utilisés. Le témoignage d'un policier et d'un expert lors du procès « Plévin » en juin 2004 révèlent qu'il est impossible de faire le lien entre les explosifs du stock volé à Plévin et ceux qui ont tué à Quévert : il est en particulier impossible de savoir où et quand ces derniers sont sortis du circuit officiel. L'analyse montre que ces explosifs ont bien été fabriqués par l'entreprise autrichienne, mais les quelques débris d'emballage retrouvés sur place ne portent aucune mention écrite.

### Tréméven: deux interpellations au déroulement controversé
C'est l'interpellation de deux personnes, survenue à Tréméven, près de Quimperlé, qui entraîne la création du " Collectif de Femmes contre les méthodes d'interpellations brutales et disproportionnées de la part des forces de l'ordre, et pour le respect des droits des enfants et des femmes ".
L'intervention de la police est relatée dans un reportage publié le lendemain : 
"Des hommes avec gilet pare-balles, tout de noir vêtu version Ninja (…) Pour le témoin de base, la scène est hallucinante. Un homme torse nu, les cheveux ébouriffés et les mains entravées surgit. Il est encadré par trois hommes du GIPN. Ceux qui le connaissent, l'on tout de suite reconnu. Il s'agit de Fanch Bideault, le compagnon de MariJo Mellouët. Lui aussi disparaît dans une voiture. Claquements de portières, gyrophares, klaxon deux tons, crissements de pneus. Apparemment, les feux tricolores, c'est fait pour les autres. Et hop, c'est fini. (…) Quelques minutes plus tard, l'info se vérifie. Une voisine du couple qui vit à Kerlescouarn, à Tréméven, raconte. " Il devait être 5 h 45. J'ai été réveillée par des bruits. Cela ressemblait à des gens qui couraient. Je me suis levée et je suis allée voir ce qui se passait. J'ai alors aperçu des hommes en cagoule et casqués qui entouraient la maison. Il y avait aussi des hommes en civil. En tout, ils devaient être une vingtaine.(…) Quelques minutes plus tard, MariJo qui était accompagnée par une femme est venue me confier ses deux enfants. Ce sont eux qui m'ont raconté la suite. Les policiers, pour entrer, ont fait voler en éclats la porte de verre (…) Puis, ils sont montés brusquement dans les chambres avant de rassembler tout le monde dans la cuisine. Fanch n'avait pas eu le temps de s'habiller. Il était encadré par des hommes qui étaient casqués et qui portaient une matraque. Pendant près de deux heures, ils ont fouillé la maison de fond en comble".
Ces arrestations entraînent en réaction :
- la créaction du collectif de femmes, afin de protester contre les arrestations jugées arbitraires et violentes, tout en y joignant la défense des droits des enfants et ceux des femmes ;
- la déclaration des quatre militants indépendantistes bretons accusés de complicité dans l'Affaire de Quévert, Paskal Laizé, Stefan Philippe, Gaël Roblin, Christian Georgeault, mais qui n’est pas diffusée par les médias[27].

## Procès "Attentats": l'acquittement pour Pornic et Quévert
Au cours du procès, l'attentat de Quévert n'est pas attribué à l'ARB. Les expertises figurant au dossier montrent que la technique de montage et le minuteur utilisés ne correspondent pas aux différents systèmes utilisés par le groupe démantelé dans la région de Fougères. Le 26 mars 2004, la cour d'assises spéciale de Paris prononce donc l'acquittement des quatre militants indépendantistes bretons accusés de complicité dans l'affaire de Quévert, qui reste donc sans coupable jugé. L'ADN retrouvé sur l'engin récupéré devant le bureau de poste de Rennes est un simple ADN mitochondrial : il ne peut donc être attribué à quelqu’un en particulier.
Sur les onze accusés poursuivis pour certains des dix-sept attentats attribués à l’ARB, quatre sont acquittés et indemnisés, sept sont condamnés, tous pour "association de malfaiteurs", et, pour cinq d'entre eux, pour "attentats" matériels,. 
Le porte-parole de la Coordination antirépressive de Bretagne (CARB) dénonce immédiatement dans une déclaration à l'AFP « quatre ans de propagande honteuse, quatre ans d'instruction politique uniquement à charge, quatre ans de mise en cause scandaleuse dans la mystérieuse affaire de Quévert qui n'est pas résolue, pour parvenir à ce résultat » et conclut : « Nous n'oublierons pas ».
Le parquet ayant fait appel de l'acquittement de Christian Georgeault, Paskal Laizé et Gaël Roblin pour les attentats contre les Mac Do de Pornic et Quévert et la tentative d'attentat contre le bureau de poste du mail Mitterrand de Rennes, un procès en appel s'ouvre en novembre 2008.
Ouvert le 17 novembre 2008, le procès en appel tourne court, la cour d'assises spéciale ayant « jugé irrecevable l'appel du ministère public, le parquet général ayant cinq jours pour se pourvoir en cassation ». La Cour de Cassation a confirmé en juin 2009 l'irrecevabilité de cet appel. Ce dossier pénal est donc clos.
Cependant le journaliste Georges Cadiou et Françoise Morvan appellent à réfléchir sur les implications idéologiques du terrorisme en Bretagne en les mettant en relation avec l'histoire du mouvement nationaliste breton.

## Procès de Plévin
Le 9 octobre 2003, la juge d'instruction Laurence Le Vert renvoie douze Bretons devant la cour d'assises spécialement composée. L'un d'eux, Hugues Richard, obtient un non-lieu en janvier 2004.
Le procès de cinq militants d'ETA et de dix Bretons jugés par la cour d'assises spéciale de Paris pour le vol de huit tonnes d'explosifs à Plévin (Côtes-d'Armor), ouvert le 1er juin 2005, se termine le 29 juin peu avant minuit. L'ARB a reçu une part des explosifs volés à Plévin. Un an plus tard, elle restituera ceux qu'elle affirme encore détenir. C'est le juge Gilbert Thiel en personne qui les retrouve, à la suite d'une communication téléphonique anonyme. Cette restitution déclenchera une polémique entre militants.
Aucun Breton n'est alors détenu au moment du procès dans le cadre de ce dossier, sauf Richard Lefaucheux, qui a été réincarcéré pour ne pas avoir déféré, faute de moyens financiers, à la convocation du président de la cour d'assises pour un entretien préalable au procès. Il a passé au total cinq mois en détention provisoire. Acquitté, il est ensuite indemnisé.
Les accusés bretons ont été mis en liberté dans ce dossier bien avant le procès :
- Charlie Grall, le 14 octobre 1999,
- Richard Le Faucheux, le 25 janvier 2000, réincarcéré en mai 2004,
- Bernard Grinaud, le 29 septembre 2000,
- Denis Riou, le 22 décembre 2000,
- Alain Solé, le 19 juin 2001,
- Gérard Bernard, le 21 octobre 2002,
- Arno Vannier, le 10 juin 2002, réincarcéré pour purger le reliquat de sa peine dans le dossier "Attentats",
- Christian Georgeault, le 26 septembre 2002, resté emprisonné pour purger sa peine dans le dossier "Attentats".

Deux des accusés, Stéphane Philippe et Paskal Laizé n'avaient pas été placés en détention provisoire dans ce dossier pénal.
Certains étaient soupçonnés d'avoir pris part à l'attaque de l'entrepôt d'explosifs, d'autres sont accusés de leur avoir fourni une aide active et bénéficié d'une partie du butin. Parmi les avocats des Bretons, on trouve Yann Choucq, Ronan Appéré, Isabelle Coutant-Peyre, Henri Leclerc, Erwan Lorvellec. Me Yolanda Molina-Ugarte défend les Basques.
Le verdict est rendu le 29 juin 2005 peu avant minuit. Les cinq Basques sont condamnés, avec, pour chacun d'eux, interdiction définitive du territoire français :
- Xavier Oiarzabal Txapartegi : 20 ans ; 30 ans avaient été requis ;
- Argi Perurena Pascual : 18 ans, 25 ans avaient été requis ;
- Jon Bienzobas Arreche : 18 ans, 20 ans avaient été requis ;
- Benito Martinez Vergara : 16 ans, 18 ans avaient été requis ;
- Francisco Segurola Mayoz : 15 ans ; 18 ans avaient été requis.

D'autres Basques, dont le cas avait été disjoint, ont été jugés précédemment en correctionnelle et condamnés à des peines modérées.
Neuf Bretons sont condamnés :
- Gérard Bernard : 6 ans pour 8 ans requis ;
- Charlie Grall : 6 ans pour 6 ans requis ;
- Bernard Grinaud : 2 ans pour 5 ans requis ;
- Denis Riou, « chef de l'ARB » selon l'avocat général : sept ans pour onze ans requis.

Les cinq Bretons déjà condamnés pour "détention illégale d'explosifs" provenant, selon le tribunal, du vol d'explosifs de Plévin, sont condamnés cette fois-ci pour "recel d'explosifs", avec confusion des peines : il s'agit de Christian Georgeault, Paskal Laizé, Stéphane Philippe, Alain Solé et Arno Vannier ; leurs avocats y voient une violation de la règle non bis in idem.
Un accusé, Richard Le Faucheux, est acquitté, conformément aux réquisitions.
Défendu par Me Yann Choucq du barreau de Nantes, Charlie Grall est condamné à six ans de prison ferme, comme le requiert le Parquet.  Il est le seul condamné à faire appel.

### Plusieurs médias condamnés
Différents médias sont condamnés à l’initiative des personnes mises en cause pour diffamation, atteinte à la présomption d'innocence, atteinte à l'intimité de la vie privée :
- Le Point[36] ;
- Aujourd'hui en France-Le Parisien[37] ;
- Le Télégramme (deux fois)[38] ;
- L'Express[39] ;
- Presse-Océan[40].

Les quelques procédures lancées pour violation du secret de l'instruction et recel aboutissent systématiquement à des non-lieux, comme à Rennes le 18 octobre 2005

### Critiques des procédures anti-terroristes
En mai 2001, plusieurs personnes estimant avoir été mises en cause injustement attaquent l'État français pour dysfonctionnement grave du service public de la justice. Le 17 octobre 2007, la cour d'appel d'Angers attribue à Philippe Bonnet, placé en garde à vue en juin 2000, du fait que sa situation de diabétique n'ait pas donné lieu à des précautions particulières, 7 000 € à titre de dommages et intérêts et 2 000 € au titre de l'article 700 du code de procédure civile,.
Le 22 janvier 2008, la cour d'appel de Rennes condamne l’État à verser à cinq demandeurs, dont Philippe Bonnet, des indemnisations allant de 1 500 € à 4 000 €, au motif que, s'agissant de « simples témoins », la durée de la garde à vue ne pouvait « excéder le temps d'une simple déposition, puisque ces personnes ne savaient pas ce qu'on leur reprochait et ne l'ont jamais su ». Le 21 septembre 2010, la cour d'appel de Rennes condamne l’État à payer à deux de ces personnes des dommages et intérêts en raison d'un « fonctionnement défectueux du service de la justice » en précisant: « un délai de six ans et huit mois (…) pour obtenir une décision définitive dans un litige dépourvu de complexité, traduit l'inaptitude du service public de la justice à remplir la mission dont il est investi ». Les demandeurs obtiennent chacun 2 500 € de dommages et intérêts et 1 500 € au titre de l'article 700 du code de procédure civile,.
Gérard Bernard, Gaël Roblin et Christian Georgeault ont attaqué la France devant la Cour européenne des droits de l'homme, pour violation des articles 6 (paragraphe 1), 7 et 13 de la Convention européenne des droits de l'homme.
En août 2005, la Cour européenne des droits de l'homme demande à la France de s'expliquer à la suite de la requête déposée auprès d'elle par Gérard Bernard, militant indépendantiste breton condamné à six ans de prison dans le dossier Plévin, et qui a passé trois années en détention provisoire. La Cour européenne des droits de l'homme a condamné la France pour violation de l'article 5, paragraphe 3, de la Convention européenne des droits de l'homme à verser 3 250 € à Gérard Bernard.
Amnesty International mentionne la situation d'Alain Solé dans ses rapports de 2003 et 2004 : « Alain Solé se trouvait toujours en détention provisoire (…) plus de quatre ans après son arrestation, en 1999, pour sa participation aux activités illégales présumées du groupe nationaliste breton Emgann. Il a subi un triple pontage coronarien dans un hôpital parisien au mois de juin. Diabétique, il serait devenu insulino-dépendant en prison. La Chambre de l'instruction de la Cour d'appel de Paris a rejeté à plusieurs reprises ses demandes de mise en liberté ». Les défenseurs des militants poursuivis mettent également le "manque de soins" subi, selon eux, par Gérard Bernard et Paskal Laizé.